# Neoclytus araneiformis
Neoclytus araneiformis es una especie de escarabajo longicornio del género Neoclytus, tribu Clytini, subfamilia Cerambycinae. Fue descrita científicamente por Olivier en 1800.

## Descripción
Mide 4-15 milímetros de longitud.

## Distribución
Se distribuye por Europa, Guadalupe, Haití, Puerto Rico y República Dominicana.